# Julia Roberts
Julia Fiona Roberts (Atlanta, 28 oktober 1967) is een Amerikaans actrice. Ze kreeg een Academy Award voor haar hoofdrol in Erin Brockovich (2000), nadat ze eerder al genomineerd werd voor Steel Magnolias (1989) en Pretty Woman (1990). Daarnaast won ze meer dan dertig andere acteerprijzen, waaronder Golden Globes voor zowel Steel Magnolias, Pretty Woman als Erin Brockovich, een BAFTA Award voor Erin Brockovich en National Board of Review Awards voor Prêt-à-Porter (samen met de gehele cast), Erin Brockovich en Closer.

## Biografie
Julia is de jongste van drie kinderen die Walter Roberts en Betty Motes samen kregen. Haar broer Eric Roberts werd oorspronkelijk gezien als de grote acteerbelofte van de familie, maar bracht uiteindelijk meer kwantiteit dan kwaliteit voort in de ogen van de critici. Haar zus Lisa is feitelijk geen professioneel actrice, maar verscheen inmiddels toch in vierentwintig films in kleine bijrolletjes, meestal in titels van haar jongere zus Julia.

Hun ouders hadden een toneelschool, zodat het acteren er al snel in zat. De school, The Actors and Writers Workshop, stond in Atlanta. Cornetta Scott King en Martin Luther King Jr. zouden hun kinderen naar deze school sturen en raakten bevriend met Roberts’ ouders. Toen Roberts werd geboren zaten haar ouders in geldnood. De Kings betaalden hun ziekenhuiskosten die ontstaan waren door de geboorte. Betty en Walter scheidden toen Roberts vier jaar oud was. Haar broer bleef bij z'n vader en Julia en haar zus bleven bij hun moeder in Atlanta wonen. Toen Roberts negen jaar was, stierf haar vader aan kanker.

Van jongs af aan wilde Roberts eigenlijk dierenarts worden. Dat veranderde op de middelbare school, toen ze voor acteren ging. Tijdens haar schooltijd werkte Roberts als serveerster in een pizzeria en zat ze een tijd achter de kassa in een supermarkt. Ze begon met acteerlessen en ging later bij haar zus in New York wonen. Ze nam spraaklessen om haar zuidelijke accent wat kwijt te raken.
Roberts heeft een tijdje een relatie gehad met acteur Kiefer Sutherland. In 1991 eindigde hun relatie vijf dagen voor ze gingen trouwen. Ze trouwde in juni 1993 met acteur Lyle Lovett, maar scheidde van hem in maart 1995. Ze ontmoette haar tweede echtgenoot, cameraman Danny Moder, tijdens de opnames van de film The Mexican in 2000. Het paar trouwde op 4 juli 2002 in Taos, New Mexico. Samen kregen ze in 2004 een tweeling, een dochter (Hazel Patricia)  en een zoon (Phinnaeus Walter), die in een ziekenhuis in Los Angeles werden geboren. In 2007 beviel Roberts in hetzelfde ziekenhuis van hun derde kind, Henry Daniel, een zoon. Alle kinderen kregen de achternaam van hun vader.

## Prijzen en nominaties

### Gewonnen

#### Beste vrouwelijke bijrol
- 1989: Golden Globe voor Steel Magnolias

#### Beste vrouwelijke hoofdrol
- 1990: Golden Globe voor Pretty Woman
- 2000: Academy Award voor Erin Brockovich
- 2000: BAFTA Award voor Erin Brockovich
- 2000: Golden Globe voor Erin Brockovich
- 2000: National Board of Review voor Erin Brockovich
- 2000: Screen Actors Guild Award voor Erin Brockovich

### Nominaties

#### Beste vrouwelijke bijrol
- 1989: Academy Award voor Steel Magnolias
- 2007: Golden Globe voor Charlie Wilson's War
- 2013: Academy Award voor August: Osage County
- 2013: BAFTA Award voor August: Osage County
- 2013: Golden Globe voor August: Osage County

#### Beste vrouwelijke hoofdrol
- 1990: Academy Award voor Pretty Woman
- 1990: BAFTA Award voor Pretty Woman
- 1997: Golden Globe voor My Best Friend's Wedding
- 1999: Golden Globe voor Notting Hill
- 2009: Golden Globe voor Duplicity
- 2018: Golden Globe voor Homecoming